# 열정
열정(熱情)은 감정 중 하나로, 어떤 일에 대해 뜨거운 마음을 가지는 것을 말한다. 특정 사람이나 사물에 대한 강하고 다루기 힘들거나 간신히 통제할 수 있는 감정이나 성향을 나타내는 데 사용되는 용어이다. 열정은 아이디어, 제안 또는 명분에 대한 간절한 관심이나 찬사에서 그 범위가 다양할 수 있다. 관심이나 활동을 열정적으로 즐기는 것, 사람에 대한 강한 매력, 흥분 또는 감정이다. 일반적으로 정욕이라는 용어가 암시하는 것보다 더 깊고 포괄적인 감정을 암시하며 종종 황홀경 및 고통의 개념을 포함하지만 로맨스 또는 성적 욕망의 맥락에서 사용된다.

## 같이 보기
- 에로스 (개념)
- 에로티시즘
- 리머런스
- 애착
- 궁정연애
- 사랑
- 파토스
- 열광
- 동정 (감정)